# Repubblica di Magonza

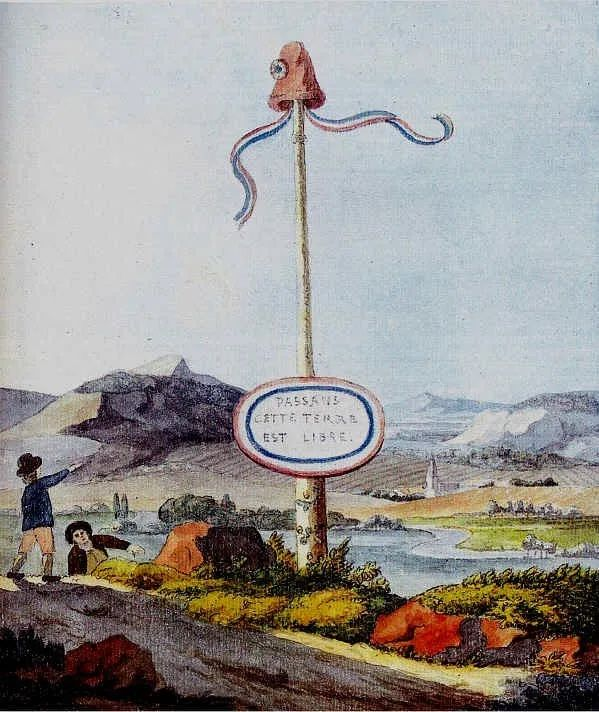
Palo della libertà al confine con la Repubblica di Magonza. La tabella dice Passans, cette terre est libre, che significa "Viaggiatore, questa terra è libera". Acquerello di Goethe

La cosiddetta Repubblica di Magonza fu il primo stato democratico nell'attuale territorio tedesco ed era concentrato intorno a Magonza, nei territori precedente soggetti all'arcivescovo locale (Elettorato di Magonza). Nato dalle Guerre rivoluzionarie francesi, durò dal marzo al luglio 1793.

## Contesto
Durante la Prima coalizione contro la Francia rivoluzionaria, le truppe prussiane e austriache che avevano invaso il territorio francese si ritirarono dopo la battaglia di Valmy, permettendo all'esercito rivoluzionario francese di contrattaccare. Le truppe del generale Custine entrarono nel Palatinato alla fine di settembre, ed occuparono Magonza il 21 ottobre 1792. Il sovrano di Magonza, l'elettore ed arcivescovo Friedrich Karl Joseph von Erthal, era fuggito dalla città.

## Club giacobino
Il giorno successivo, 20 cittadini di Magonza fondarono un club giacobino, la Gesellschaft der Freunde der Freiheit und Gleichheit ("Società degli Amici della Libertà e dell'Uguaglianza"). Insieme ai club ad essi affiliati fondati in seguito a Spira e a Worms, promossero l'Illuminismo e gli ideali della Rivoluzione francese di liberté, egalité, fraternité in Germania, mirando a fondare una repubblica tedesca sul modello di quella francese. La maggior parte dei membri fondatori del club giacobino erano professori e studenti dell'Università di Magonza, insieme al bibliotecario dell'università, Georg Forster, ad alcuni mercanti e funzionari statali di Magonza. Per qualche tempo l'ecclesiastico Friedrich Georg Pape fu presidente del club e redattore del Mainzer Nationalzeitung ("Giornale Nazionale di Magonza").

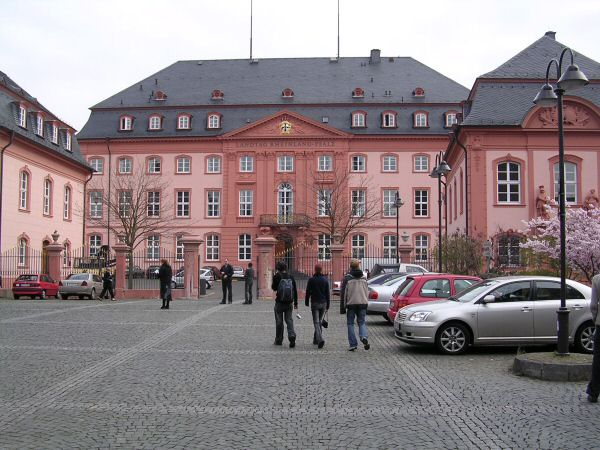
La Deutschhaus a Magonza.

## Fondazione
Per ordine della Convenzione Nazionale francese, le elezioni nei territori occupati dai Francesi ad ovest del Reno si tennero il 24 febbraio 1793. 130 città grandi e piccole inviarono i loro deputati a Magonza.
Il primo parlamento democraticamente eletto in Germania, chiamato Rheinisch-Deutscher Nationalkonvent ("Convenzione Nazionale renano-tedesca"), si riunì inizialmente il 17 marzo 1793, nel palazzo della Deutschhaus a Magonza (oggigiorno sede del parlamento statale della Renania-Palatinato). La Convenzione dichiarò che il territorio rappresentato (che si estendeva fino a Bingen ad ovest e fino a Landau a sud) era libero e democratico, e disconosceva qualunque legame con l'Impero. Il presidente della Convenzione, Andreas Joseph Hofmann, proclamò il Libero Stato Renano-Tedesco (Rheinisch-Deutscher Freistaat) dal balcone della Deutschhaus. Il 23 marzo 1793, fu deciso di inviare delegati (tra i quali Georg Forster e Adam Lux) a Parigi per cercare di ottenere l'adesione della Repubblica di Magonza alla Francia. La Convenzione Nazionale francese accordò questa richiesta il 30 marzo.

## Fine
Subito dopo, le truppe prussiane ripresero tutto il territorio occupato dai Francesi ad eccezione della stessa città di Magonza, saldamente fortificata. Dopo un lungo assedio nel quale gran parte della città fu distrutta, le truppe austro-prussiane conquistarono la città il 22 luglio 1793. La repubblica finì ed i Giacobini furono perseguitati fino al 1795, quando Magonza capitò ancora sotto controllo francese.